# Краснобрюхий солнечный колибри
Краснобрюхий солнечный колибри (Phaethornis ruber) — вид птиц из семейства колибри.

## Распространение
В ареал входят части территории таких стран, как Боливия, Бразилия, Колумбия, Эквадор, Перу, Венесуэла, регион Гвиана. Ареал простирается в Амазонии и прилежащих частях Венесуэлы, а также охватывает прибрежную часть Бразилии вдоль её атлантического побережья. При этом вид отсутствует в большей части бразильского внутреннего региона Серрадо. Обитают в лесах, преимущественно влажных.

## Описание

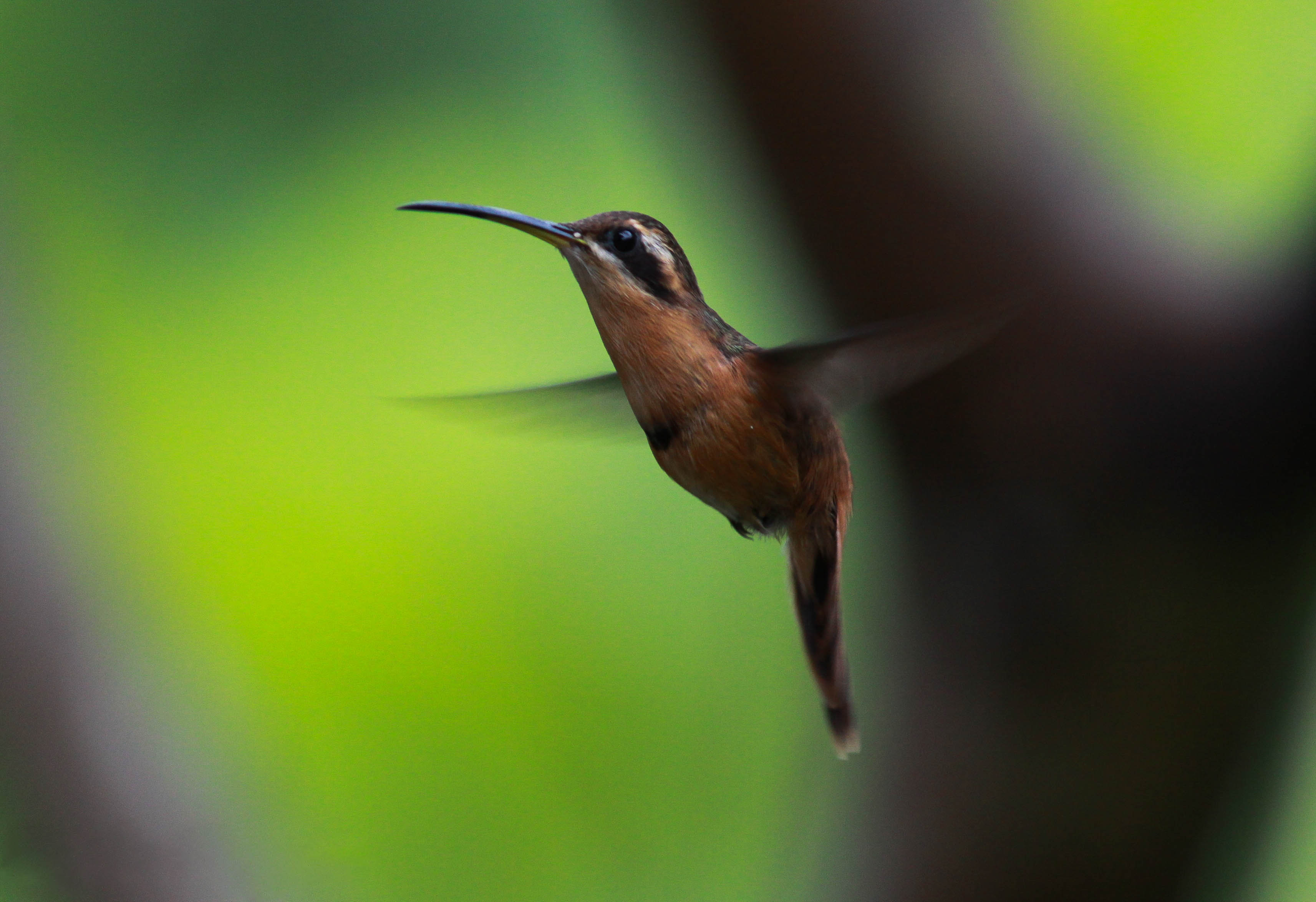
В полёте

Это одна из самых маленьких птиц. Её размер всего 7,5 см, а вес — 3 г.
На животе и шее оперение красноватое. Верхняя часть головы темно-зеленая, спина и хвост окрашены в коричневый цвет. Верхняя часть клюва серебристая. Нижняя часть клюва, нижняя часть хвоста и ноги черные. За глазом и на груди у него заметная толстая черная полоса, а в области ног оперение белое.